# Province de Carbonia-Iglesias
La province de Carbonia-Iglesias (dite également province du Sulcis et de l'Iglesiente), est le nom d'une ancienne province italienne de la région autonome de la Sardaigne, créée par la loi régionale no 9 du 12 juillet 2001, dans le cadre du redécoupage de la région en huit provinces, en détachant 23 communes de la province de Cagliari. 
À la suite de la nouvelle réforme territoriale entrée en vigueur en 2016, son territoire a été intégré dans la nouvelle province de Sardaigne du Sud.
Les deux chefs-lieux de la province en étaient, à partir de mai 2005, Carbonia et Iglesias.
Son code postal et minéralogique est CI.

## Administration

### Liste des communes
La province comptait 23 communes.
- Buggerru
- Calasetta
- Carbonia
- Carloforte
- Domusnovas
- Fluminimaggiore
- Giba
- Gonnesa
- Iglesias
- Masainas
- Musei
- Narcao
- Nuxis
- Perdaxius
- Piscinas
- Portoscuso
- San Giovanni Suergiu
- Santadi
- Sant'Anna Arresi
- Sant'Antioco
- Tratalias
- Villamassargia
- Villaperuccio